# GWR Records
GWR Records est un label indépendant britannique de rock et heavy metal, actif entre 1986 et 1991.

## Histoire
En 1984, la société Bronze Records de Gerry Bron connaît des difficultés financières, ce qui entraîne une interruption des activités d'enregistrement de Motörhead. Les managers de Motörhead, Douglas Smith et Dave Simmons, finissent par racheter le groupe et Bron vend les droits de Bronze Records à Ray Richards, propriétaire de Legacy Recordings.
Richards contacte alors Smith pour lui proposer une joint-venture afin de sortir de nouveaux produits de Motörhead, ce qui conduit à la création de GWR Records (nommé d'après l'adresse professionnelle de Smith, 15 Great Western Road). Outre Motörhead, le label sort principalement des produits de groupes associés à Smith, tels que Girlschool, Fastway, Hawkwind, Tank, Atomgods et Anti-Nowhere League, ainsi que des groupes issus de la scène thrash metal.
En 1992, Smith est évincé de la direction de la société et le catalogue du label est absorbé par Castle Communications, qui fera ensuite partie de Sanctuary Records Group.